# Клінтон (Меріленд)
Клінтон (англ. Clinton) — переписна місцевість (CDP) в США, в окрузі Графство принца Георга штату Меріленд. Населення — 38 760 осіб (2020).

## Географія
Клінтон розташований за координатами 38°45′1″ пн. ш. 76°54′19″ зх. д. / 38.75028° пн. ш. 76.90528° зх. д. (38.750234, -76.905165).  За даними Бюро перепису населення США в 2010 році переписна місцевість мала площу 64,94 км², з яких 64,74 км² — суходіл та 0,20 км² — водойми.

## Демографія
Згідно з переписом 2010 року, у переписній місцевості мешкало 35 970 осіб у 12 224 домогосподарствах у складі 9298 родин. Густота населення становила 554 особи/км².  Було 12859 помешкань (198/км²).
Расовий склад населення:
| - 80,7 % — чорних або афроамериканців - 11,3 % — білих - 2,5 % — азіатів - 0,3 % — корінних американців - 2,5 % — осіб інших рас |

До двох чи більше рас належало 2,5 %. Частка іспаномовних становила 5,2 % від усіх жителів.
За віковим діапазоном населення розподілялося таким чином: 23,1 % — особи молодші 18 років, 65,3 % — особи у віці 18—64 років, 11,6 % — особи у віці 65 років та старші. Медіана віку мешканця становила 41,4 року. На 100 осіб жіночої статі у переписній місцевості припадало 90,1 чоловіків;  на 100 жінок у віці від 18 років та старших — 86,4 чоловіків також старших 18 років.
Середній дохід на одне домашнє господарство  становив 115 202 долари США (медіана — 103 678), а середній дохід на одну сім'ю — 125 722 долари (медіана — 111 992). Медіана доходів становила 60 736 доларів для чоловіків та 63 600 доларів для жінок. За межею бідності перебувало 4,0 % осіб, у тому числі 6,0 % дітей у віці до 18 років та 6,5 % осіб у віці 65 років та старших.
Цивільне працевлаштоване населення становило 20 095 осіб. Основні галузі зайнятості: публічна адміністрація — 22,7 %, освіта, охорона здоров'я та соціальна допомога — 19,7 %, науковці, спеціалісти, менеджери — 15,1 %.